# Антіго (містечко, Вісконсин)
Антіго (англ. Antigo) — місто (англ. town) в США, в окрузі Ланґлейд штату Вісконсин. Населення — 1369 осіб (2020).

## Демографія
Згідно з переписом 2010 року, у місті мешкало 1412 осіб у 580 домогосподарствах у складі 434 родин. Було 617 помешкань
Расовий склад населення:
| - 97,5 % — білих - 0,8 % — азіатів - 0,4 % — чорних або афроамериканців - 0,3 % — корінних американців |

До двох чи більше рас належало 1,0 %. Частка іспаномовних становила 0,6 % від усіх жителів.
За віковим діапазоном населення розподілялося таким чином: 20,3 % — особи молодші 18 років, 58,9 % — особи у віці 18—64 років, 20,8 % — особи у віці 65 років та старші. Медіана віку мешканця становила 48,2 року. На 100 осіб жіночої статі у місті припадало 98,6 чоловіків;  на 100 жінок у віці від 18 років та старших — 96,2 чоловіків також старших 18 років.
Середній дохід на одне домашнє господарство  становив 72 288 доларів США (медіана — 60 958), а середній дохід на одну сім'ю — 76 602 долари (медіана — 64 038). Медіана доходів становила 45 125 доларів для чоловіків та 31 346 доларів для жінок. За межею бідності перебувало 5,4 % осіб, у тому числі 5,0 % дітей у віці до 18 років та 7,0 % осіб у віці 65 років та старших.
Цивільне працевлаштоване населення становило 659 осіб. Основні галузі зайнятості: освіта, охорона здоров'я та соціальна допомога — 27,6 %, виробництво — 13,5 %, роздрібна торгівля — 12,6 %.